# Hoofdklasse 2025 (Suriname)
La Hoodfklasse 2025, anche nota come Suriname Major League 2025, è la seconda edizione della rinnovata massima competizione nazionale per club del Suriname. Il campionato è iniziato il 1º febbraio 2025 e terminerà nell'agosto 2025.
La squadra campione in carica è il Robinhood, che ha vinto il suo ventisettesimo titolo nazionale nella stagione 2024.

## Stagione

### Novità
Dalla stagione precedente sarebbe dovuto retrocedere il Leo Victor, ultimo in campionato, ma la Eerste Klasse non si è svolta per la stagione 2024 e la federazione ha deciso di ripescare il Leo Victor, per cui le squadre partecipanti sono le stesse dell'edizione 2024.

### Formula
Le 10 squadre partecipante giocano un girone all'italiana con gare di andata e ritorno, per un totale di 18 giornate. Al termine della stagione regolare, le prime 4 classificate si qualificano per i play-off, che con due turni ad eliminazione diretta decretano la squadra campione di Suriname, che ottiene anche la qualificazione per le competizioni CONCACAF. L'ultima classificata della stagione regolare è invece retrocessa in Eerste Klasse.

## Squadre
| Squadra           | Città      | Stagione precedente          |
| ----------------- | ---------- | ---------------------------- |
| Broki             | Paramaribo | 8° in Suriname Major League  |
| Flora             | Paramaribo | 7° in Suriname Major League  |
| Inter Moengotapoe | Moengo     | Semifinale di play-off       |
| Inter Wanica      | Meerzorg   | 9° in Suriname Major League  |
| Leo Victor        | Paramaribo | 10° in Suriname Major League |
| Notch             | Moengo     | 5° in Suriname Major League  |
| PVV               | Paramaribo | 6° in Suriname Major League  |
| Robinhood         | Paramaribo | Campione di Suriname         |
| Transvaal         | Paramaribo | Finale di play-off           |
| Voorwaarts        | Paramaribo | Semifinale di play-off       |

## Classifica
|  | Pos. | Squadra           | Pt | G  | V  | N | P  | GF | GS | DR  |
|  | ---- | ----------------- | -- | -- | -- | - | -- | -- | -- | --- |
|  | 1.   | Robinhood         | 42 | 18 | 12 | 6 | 0  | 49 | 16 | +33 |
|  | 2.   | Transvaal         | 37 | 18 | 11 | 4 | 3  | 26 | 10 | +16 |
|  | 3.   | Voorwaarts        | 34 | 18 | 11 | 1 | 6  | 31 | 20 | +11 |
|  | 4.   | PVV               | 31 | 18 | 9  | 4 | 5  | 36 | 19 | +17 |
|  | 5.   | Inter Moengotapoe | 30 | 18 | 8  | 6 | 4  | 36 | 26 | +10 |
|  | 6.   | Notch             | 30 | 18 | 8  | 6 | 4  | 26 | 24 | +2  |
|  | 7.   | Inter Wanica      | 16 | 18 | 4  | 4 | 10 | 19 | 39 | -22 |
|  | 8.   | Leo Victor        | 13 | 18 | 3  | 4 | 11 | 17 | 27 | -10 |
|  | 9.   | Flora             | 12 | 18 | 3  | 3 | 12 | 22 | 41 | -19 |
|  | 10.  | Broki             | 6  | 18 | 2  | 0 | 16 | 17 | 55 | -38 |

Legenda:
      Ammesse ai Play-off
      Retrocessa in Eerste Klasse
Regolamento:
Tre punti a vittoria, uno a pareggio, zero a sconfitta.
In caso di arrivo di due o più squadre a pari punti, la graduatoria verrà stilata secondo la classifica avulsa tra le squadre interessate che prevede, in ordine, i seguenti criteri:
- Punti generali
- Differenza reti generale
- Reti realizzate in generale
- Partite vinte in generale
- Partite vinte in trasferta
- Punti negli scontri diretti
- Differenza reti negli scontri diretti
- Differenza reti generale
- Sorteggio